# 釋若慧
釋若慧（1956年10月25日—），俗名陳素卿，台灣基隆市人，臺灣大學文學院哲學研究所碩士畢業，現任美國舊金山華藏寺住持。

## 生平
若慧法師，生於信佛之家，自幼濡染佛法，長養向道之志。1979年，法師於年華正盛之際，發出世之心，禮千佛山菩提寺白雲禪師座下出家，同年受戒於新竹翠壁岩寺。法師學佛不拘一門，而能深契佛教經藏義理，通習各教派理論。法師好學不倦，出家數年後復進入臺灣大學文學院哲學研究所深造，於研究所其間，紮下深厚的經論基礎，1990年，以《金剛般若波羅蜜經空義的研究》為主題，完成碩士論文。
千佛山於1982年成立「千佛山女子佛學院」，法師先後擔任佛學院教務長、院長等職，為奠定佛學院管理基礎及僧俗教育而奉獻。
1996年，若慧法師赴美參訪深造，數年後，法師以律己德行及言傳身教，於2004年舊金山華藏寺開寺，榮任該寺首任監院及副住持。2015年10月5日，升任華藏寺住持，於大雄寶殿舉行隆重的交接儀式，帶領全寺僧眾、居士，奉行釋迦牟尼佛正宗教法，以利益眾生、普渡有情為己任。法師多年來著重教育工作，為佛門培育出許多優秀弘法與寺院管理人才。

## 外部連結
- 華藏寺 （页面存档备份，存于）